# Bävermussling
Bävermussling (Lentinellus castoreus) är en vedlevande svamp som under hösten kan hittas på omkullfallna stammar av björk och gran. 
Svampen saknar fot och har en tunglik hatt som kan bli 10 till 15 centimeter lång och 5 till 10 centimeter bred. Hatten är gulgrå till rödbrun, till den yttre delen slät för att vid basen övergå till brunborstig. Svampen är inte ätlig, dess kött är segt och den har en något syrlig, skarpt brännande smak.